# Adolf Theodor Haase

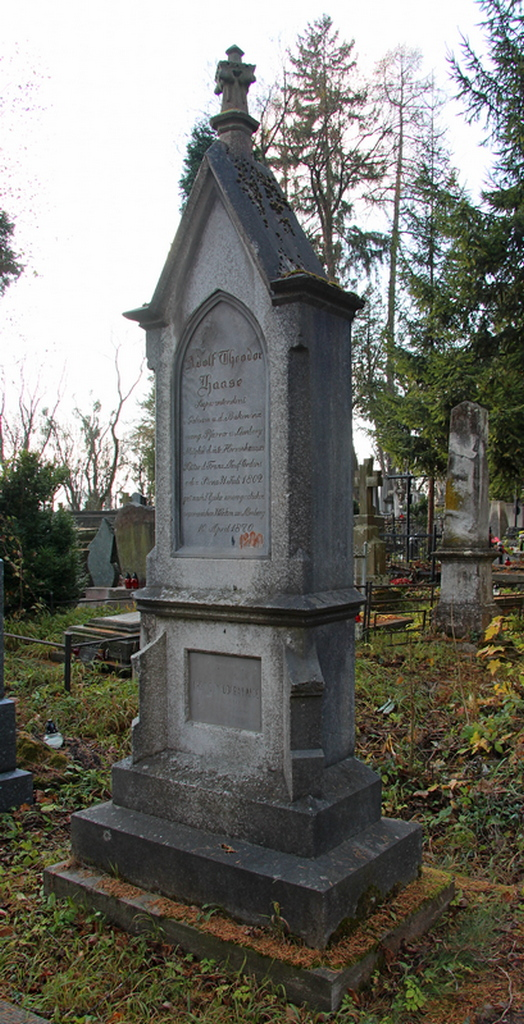
Pomnik nagrobny na lwowskim Łyczakowie

Adolf Theodor Haase (ur. 31 lipca 1802 w Pirnie, zm. 10 kwietnia 1870 we Lwowie) – duchowny protestancki, członek Izby Panów w Wiedniu, honorowy obywatel Lwowa.
Studiował teologię w Lipsku, następnie w seminarium w Dreźnie. W 1830 pracował w parafii w Radebergu, a następnie jako proboszcz w Lampertswalde. W 1833 przeniósł się do Lwowa, gdzie pracował w ewangelickiej superintendenturze Galicji. W 1835 zostaje superintendentem na Galicję i Bukowinę, w 1848 przewodniczył konferencji kościoła ewangelickiego w Wiedniu. W 1864 został przewodniczącym Synodu Generalnego w Wiedniu. Przyczynił się do reformy szkolnictwa ewangelickiego w Galicji. 9 września 1858 otrzymał honorowe obywatelstwo miasta Lwowa. Kawaler Orderu Franciszka Józefa.
Jego synem był polityk i pastor Theodor Haase.